# 拉什布尔
拉什布尔是阿尔巴尼亚中西部杜勒斯州都拉斯市镇的行政分区及村庄。原为一独立市镇，2015年地方政府改革中成为都拉斯市镇的一部分。辖区面积为55.5平方公里，2011年人口数量为24,081人。

## 饮食文化
拉什布尔以其名为的酒庄而著称，该酒庄也在阿拉帕伊村酿酒。

## 村庄
作为行政分区，拉什布尔包括下列村庄：
- 阿拉帕伊（英语：Arapaj）
- Bozanxhije
- Manskuri
- Romanat
- Sallmone
- 拉什布尔
- Shënavlash
- Shkallnur
- Xhafzotaj